# Отто Ґолдшмідт
Отто Моріц Давид Ґолдшмідт (нім. Otto Moritz David Goldschmidt; 21 серпня 1829, Гамбург — 24 лютого 1907, Лондон) — британський композитор німецького походження.

## Біографія
Отто Моріц Давид Ґолдшмідт народився 21 серпня 1829 року у Гамбурзі в сім'ї торговця-єврея, його мати була відомою феміністкою. В 1843—1846 роках був учнем Фелікса Мендельсона, Ганса фон Бюлова і Моріца Гауптмана в Лейпцизькій консерваторії; брав приватні уроки у Клари Шуман.
Став громадянином Англії в 1858 році. Був призначений викладачем в Королівській академії музики в 1863 році і був заступником її директора (1866—1868). У 1876—1885 роках був першим музичним керівником Хорового товариства імені Баха. Кілька разів проводив знамениті Нижньорейнські фестивалі в Дюссельдорфі. Разом з Вільямом Стерндейлом Беннеттом видав «Англійську книгу для хорового співу» (The Chorale Book for England). 1852 року він одружився зі шведською співачкою Єнні Лінд, в шлюбі з нею мав трьох дітей, згодом видав її біографію «Енні Лінд. Її шлях як артистки» (Jenny Lind. Ihre Laufbahn als Künstlerin).
Ґолдшмідт багато подорожував разом зі скрипалем Пабло де Сарасате, який присвятив йому своє «Баскське капричіо», тв. 24. Доньці Ґолдшмідта Берті-Оттіліі (Berthe-Ottilia) він присвятив інший свій твір, Інтродукція та фанданго з варіаціями, тв. 40. Вона успадкувала будинок Сарасате в Біарриці, куди поїхала під час окупації Франції гітлерівськими військами.
Після смерті Єнні Лінд Ґолдшмідт передав в заснований нею Фонд стипендій імені Фелікса Мендельсона документи, пов'язані з романом Єнні і Фелікса з умовою, що вони не будуть опубліковані 100 років. Однак після закінчення цього терміну папери так і не побачили світ, що відомий біограф Мендельсона Клайв Браун вважає змовою мовчання проти композитора.

## Твори
- «Рут» (Ruth) ораторія (1867), написана спеціально для його дружини, стала її останнім публічним виступом
- «Музика» Music кантата (1898) для жіночого хору
- Концерт для фортеп'яно з оркестром
- Тріо для фортеп'яно, скрипки та віолончелі, тв. 12
- Різноманітні п'єси і пісні